# Dezember 2013
Portal Geschichte | Portal Biografien | Aktuelle Ereignisse | Jahreskalender | Tagesartikel

◄ |
20. Jahrhundert |
21. Jahrhundert

◄ |
1980er |
1990er |
2000er |
2010er
| 2020er | 2030er | 2040er

◄ |
2009 |
2010 |
2011 |
2012 |
2013
| 2014 | 2015 | 2016 | 2017 | ►

◄ |
September 2013 |
Oktober 2013 |
November 2013 |
Dezember 2013 |
Januar 2014 |
Februar 2014 |
März 2014 |
►
Dieser Artikel behandelt tagesbezogene Nachrichten und Ereignisse im Dezember 2013.

## Tagesgeschehen

### Sonntag, 1. Dezember 2013

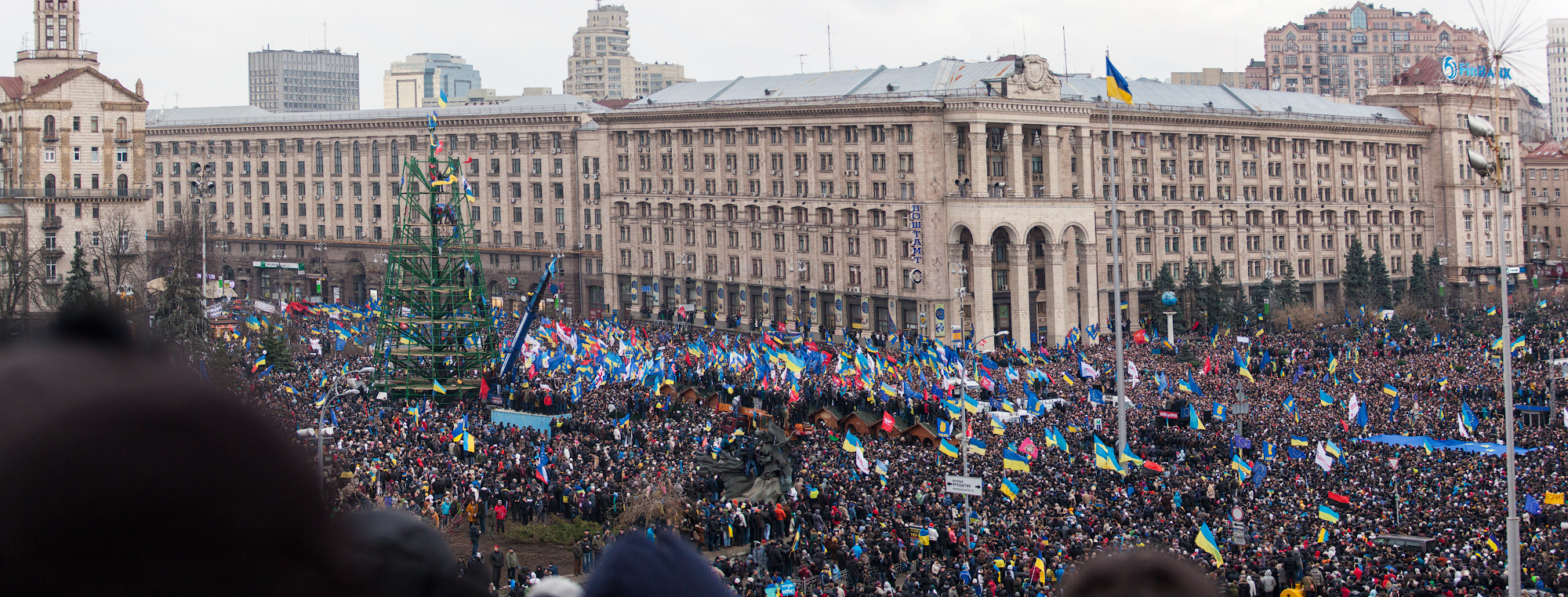
Proteste in Kiew am 1. Dezember

- Freiburg/Deutschland: Unter dem Titel Gotteslob erscheint ein neues gemeinsames Gebetbuch für deutschsprachige Katholiken. Aufgrund von Druckproblemen kann es jedoch erst bis Juli 2014 vollständig ausgeliefert werden.[1]
- Kiew/Ukraine: In der ukrainischen Hauptstadt und anderen Städten demonstrieren mehrere Hunderttausend Menschen gegen die „EU-feindliche Politik“ des Präsidenten Wiktor Janukowytsch. Dabei kommt es zu blutigen Zusammenstößen mit der Polizei und Spezialeinheiten des Innenministeriums. Für den 2. Dezember kündigt die Opposition, an deren Spitze sich auch Vitali Klitschko befindet, einen Generalstreik an. Die Opposition fordert dabei den Rücktritt von Präsident Janukowytsch.
- Reykjavík/Island: Kriminelle Hacker greifen den Mobilfunkkonzern Vodafone in Island an und veröffentlichen 70.000 SMS. Darunter sind auch Textnachrichten von prominenten Ministern und Parlamentsabgeordneten.[2]
- Xichang/China: An Bord einer Trägerrakete vom Typ Langer Marsch 3B startet die Raumsonde Chang’e-3. Der Mondrover mit Namen Yutu war bis 3. August 2016 auf der Mondoberfläche in Betrieb.
- Zagreb/Kroatien: Im Rahmen eines Referendums stimmen fast zwei Drittel der Wähler für eine Änderung der kroatischen Verfassung, die gleichgeschlechtliche Ehen ausschließt.[3]

### Montag, 2. Dezember 2013
- London/Vereinigtes Königreich: Die französische Multimediakünstlerin Laure Prouvost wird mit dem Turner-Preis ausgezeichnet.[4]
- Mogadischu/Somalia: Der somalische Ministerpräsident Abdi Farah Shirdon wird durch ein Misstrauensvotum abgesetzt.[5]
- Stockholm/Schweden: Der US-amerikanische Anti-Chemiewaffen-Aktivist Paul F. Walker, der palästinensische Menschenrechtsaktivist Raji Sourani, der kongolesische Gynäkologe Denis Mukwege und der Schweizer Insektenkundler Hans Rudolf Herren werden mit dem Right Livelihood Award ausgezeichnet.[6]
- Warschau/Polen: Das Europäische Grenzüberwachungssystem Eurosur der Europäischen Union startet und dient den EU-Mitgliedstaaten und der Europäischen Agentur für die operative Zusammenarbeit an den Außengrenzen (FRONTEX) zur Überwachung der illegalen Einwanderung und schweren Kriminalität wie Drogen- und Menschenhandel nach Europa.

### Dienstag, 3. Dezember 2013
- Bali/Indonesien: Beginn der Ministerkonferenz der Welthandelsorganisation (WTO) (bis 6. Dezember)
- Detroit/Vereinigte Staaten: Ein Gericht genehmigt gegen Proteste von Gewerkschaften, Pensionskassen und Rentnern das Insolvenzverfahren der Stadt Detroit nach Chapter 9, Title 11 des US-Insolvenzrechts. Mit 18,5 Milliarden US-Dollar Schulden ist es der größte Bankrott einer Stadt in der Geschichte der USA.[7]
- Geoje/Südkorea: Mit der Prelude läuft das größte Schiff bzw. schwimmende Bauwerk der Welt vom Stapel.[8]
- Karlsruhe/Deutschland: Der Bundesrat reicht beim Bundesverfassungsgericht einen Antrag auf Verbot der Nationaldemokratischen Partei Deutschlands nach Artikel 21 des Grundgesetzes für die Bundesrepublik Deutschland ein.[9]
- Mainz/Deutschland: Das Landgericht Mainz verurteilt den früheren rheinland-pfälzischen CDU-Fraktions- und Landesvorsitzenden Christoph Böhr wegen Untreue zu 22 Monaten Freiheitsstrafe auf Bewährung. Böhr habe rechtswidrig Fraktionsgelder für den Landtagswahlkampf verwendet. Ebenfalls verurteilt werden der ehemalige Hamburger Finanzsenator Carsten Frigge und zwei weitere Fraktionsmitarbeiter.[10]
- Nanterre/Frankreich: Von der französischen Justiz beauftragte Experten, die Proben der sterblichen Überreste Jassir Arafats untersucht haben, schließen eine Vergiftung mit Polonium als Todesursache aus. Eine Schweizer Gutachtergruppe hatte zuvor hohe Poloniumwerte festgestellt, die Expertise einer russischen Gruppe steht noch aus.[11]
- Pjöngjang/Nordkorea: Nordkoreas Machthaber Kim Jong-un entmachtet seinen Onkel Jang Song-thaek und setzt ihn als stellvertretenden Vorsitzenden der Nationalen Verteidigungskommission ab. Zwei seiner Vertrauten waren Mitte November 2013 öffentlich hingerichtet worden.[12]

### Mittwoch, 4. Dezember 2013
- Brüssel/Belgien: Im Zusammenhang mit dem Libor-Skandal verhängt die Europäische Kommission wegen der Beteiligungen an illegalen Kartellen zu Euro-Zinsderivaten (EIRD) und Yen-Zinsderivaten (YIRD) Geldbußen von mehr als 1,7 Mrd. Euro gegen sechs internationale Finanzinstitute (Citigroup, Deutsche Bank, JPMorgan Chase, Royal Bank of Scotland, RP Martin und Société Générale). Aufgrund der Kronzeugenregelung wurde Barclays und UBS die Geldbuße vollständig erlassen.[13]
- Chicago/Vereinigte Staaten: Das US-Sicherheitsunternehmen Trustwave Holdings berichtet über kriminelle Hacker, die über ein Botnet rund 1,6 Millionen Passwörter zu Webseiten und 320.000 Login-Daten zu E-Mail-Accounts erbeuteten, darunter überwiegend zu Facebook sowie zu Google, LinkedIn, Odnoklassniki, Twitter und Yahoo.[14][15][16]
- Luxemburg/Luxemburg: Xavier Bettel wird als neuer Premierminister Luxemburgs vereidigt.[17]
- Münster/Deutschland: Wissenschaftler am Fraunhofer-Institut für Molekularbiologie und Angewandte Oekologie beginnen in Zusammenarbeit mit dem Reifenhersteller Continental ein Projekt zur Gewinnung von Kautschuk aus dem Wildkraut Löwenzahn.[18]

### Donnerstag, 5. Dezember 2013
- Bangui/Zentralafrika: Bei Gefechten zwischen christlichen Bürgermilizen und muslimischen Rebellen sterben mindestens 280 Menschen.[19]
- Bern/Schweiz: Didier Burkhalter wird von der Vereinigten Bundesversammlung zum Bundespräsidenten der Schweizerischen Eidgenossenschaft für das Jahr 2014 gewählt.[20]
- Rüsselsheim/Deutschland: General Motors gibt bekannt, die Automarke Chevrolet werde bis 2016 aus Europa zurückgezogen. Man wolle sich auf die europäischen Marken Opel und Vauxhall konzentrieren.[21]
- Sanaa/Jemen: Bei einem Selbstmordanschlag mit einer Autobombe auf das Verteidigungsministerium sterben mindestens 25 Menschen, darunter auch drei Mitarbeiter der Deutschen Gesellschaft für Internationale Zusammenarbeit (GIZ).[22][23]
- Washington, D.C./Vereinigte Staaten: Die Washington Post berichtet zum NSA-Skandal von der weltweiten täglichen Erfassung von rund fünf Milliarden Datensätzen über die Standorte von Mobiltelefonen. Über die Datenbank FASCIA wird der Location Area Code (LAC), die Cell-ID, die International Mobile Equipment Identity (IMEI) und das Visitor Location Register (VLR) einschließlich der International Mobile Subscriber Identity (IMSI) und der Mobile Subscriber ISDN Number (MSISDN) erfasst.[24][25][26]

### Freitag, 6. Dezember 2013

Orkan Xaver

- Costa do Sauípe/Brasilien: Auslosung der Endrundengruppen für die Fußball-Weltmeisterschaft 2014.[27]
- Hamburg/Deutschland: Orkan Xaver sorgt in Norddeutschland neben größeren Verkehrsbehinderungen für mehrere aufeinanderfolgende Sturmfluten, deren schwerste in Hamburg zu einem deutlich höheren Wasserstand führt als bei der Flutkatastrophe 1962, aber die Deiche und Hochwassersicherungsmaßnahmen reichen aus. Es ist die zweithöchste Sturmflut der deutschen Geschichte, nach der Flut 1976.[28]
- Shanghai/China: Die Behörden der Hafenmetropole rufen Smog-Alarm aus und bitten Jugendliche, den Aufenthalt im Freien zu meiden. Alle Bauarbeiten in der Stadt werden gestoppt und auf dem Flughafen Shanghai-Pudong werden zahlreiche Flüge gestrichen. Die Luftbelastung mit Feinstaubpartikel PM2,5 erreicht einen extrem hohen Wert von 602,5 µg/m³.[29][30]

### Samstag, 7. Dezember 2013
- Aachen/Deutschland: Mit dem Internationalen Karlspreis zu Aachen 2014 wird der Präsident des Europäischen Rates Herman Van Rompuy geehrt.[31]
- Berlin/Deutschland: 26. Verleihung des Europäischen Filmpreises der Europäischen Filmakademie (EFA) im Haus der Berliner Festspiele. Den Hauptpreis gewinnt der italienisch-französische Film La Grande Bellezza – Die große Schönheit.[32]
- Berlin/Deutschland: Der Landesvorsitzende der FDP Nordrhein-Westfalen Christian Lindner wird auf dem außerordentlichen Bundesparteitag zum neuen Vorsitzenden der FDP gewählt.
- Nürnberg/Deutschland: Johanna Uekermann wird neue Bundesvorsitzende der Jusos.[33]
- Nusa Dua/Indonesien: Die Mitgliedsländer der Welthandelsorganisation einigen sich auf ein neues Handelsabkommen. Im sogenannten Bali-Paket einigten sich die 159 Vertragsstaaten auf eine weitere Liberalisierung des Welthandels, multilaterale Freihandelsabkommen, Vereinfachung der Zollabwicklung und den Abbau von Agrarsubventionen.[34][35]
- Quito/Ecuador: Die 18. Weltfestspiele der Jugend und Studenten des sozialistischen Weltbunds der Demokratischen Jugend werden eröffnet.[36]
- Wiesbaden/Deutschland: Alfons Hörmann wird zum neuen Vorsitzenden des Deutschen Olympischen Sportbunds gewählt.[37]

### Sonntag, 8. Dezember 2013
- Arak/Iran: Experten der Internationalen Atomenergie-Organisation (IAEO) beginnen, den iranischen Schwerwasserreaktor zu untersuchen. Diese Inspektion geht zurück auf das am 24. November 2013 in Genf unterzeichnete internationale Übergangsabkommen.[38]
- Bangkok/Thailand: Ministerpräsidentin Yingluck Shinawatra löst das thailändische Parlament auf.[39]
- Berlin/Deutschland: Der deutsche Bundespräsident Joachim Gauck sagt wegen Menschenrechtsverletzungen, der Anti-Homosexuellen-Gesetze und Drangsalierung der Opposition eine Reise zu den Olympischen Winterspielen 2014 im russischen Sotschi ab.[40]
- Kuala Lumpur/Malaysia: Die philippinische Regierung und die 1977 gegründete Islamische Befreiungsfront der Moros (MILF) unterzeichnen ein Abkommen zur „dauerhaften und belastbaren Autonomität des Südens“.[41]
- New York/Vereinigte Staaten: Billy Joel, Carlos Santana, Herbie Hancock, Martina Arroyo und Shirley MacLaine werden im Madison Square Garden mit dem Kennedy-Preis für ihr Lebenswerk ausgezeichnet.[42]
- Potsdam/Deutschland: Die Bundespolizei bestätigt Presseberichte, wonach im Zeitraum Januar bis Oktober 2013 insgesamt 481 von rund 7000 Fahrkartenautomaten in Deutschland aufgebrochen oder gesprengt wurden, darunter allein 120 Automaten in Hessen.[43] Die Spezialeinheit GSG-9 fasste zuletzt am 1. Dezember 2013 vier osteuropäische Kriminelle in Köln-Sülz, die für 83 Aufbrüche verantwortlich sein sollen.[44]
- Seoul/Südkorea: Die südkoreanische Regierung erweitert als Reaktion auf die Ausweitung der chinesischen Luftraumüberwachungszone im Ostchinesischen Meer ihrerseits die Air Defense Identification Zone auf das Gebiet südlich des untermeerischen Socotra-Felsens. Die Regelung soll am 15. Dezember in Kraft treten.[45][46]

### Montag, 9. Dezember 2013
- Berlin/Deutschland: Liz Mohn wird für ihre Verdienste um den deutsch-französischen Dialog vom französischen Botschafter in Deutschland, Maurice Gourdault-Montagne, mit dem Orden der französischen Ehrenlegion ausgezeichnet.[47]
- Hannover/Deutschland: Beginn des Prozesses gegen den ehemaligen niedersächsischen Regierungssprecher Olaf Glaeseker wegen Bestechlichkeit und den Eventmanager Manfred Schmidt wegen Bestechung.[48]
- Köln/Deutschland: Der Nachrichtensender n24 wird an den deutschen Verlag Axel Springer verkauft. Der Verkauf unterliegt jedoch noch der Zustimmung des Kartellamtes[49]
- Meiningen/Deutschland: Beginn des Prozesses gegen den ehemaligen thüringischen Innenminister Christian Köckert wegen Vorteilsannahme.[50]
- Moskau/Russland: Der russische Präsident Wladimir Putin löst per Erlass (Ukas) die staatliche Nachrichtenagentur RIA Novosti und den Auslandssender Stimme Russlands (Golos Rossii) auf. An ihrer Stelle soll eine neue staatliche Nachrichtenagentur mit dem Namen Rossija Sewodnja (deutsch: Russland heute) gegründet werden, zu der auch der bisher privatrechtliche Fernsehsender Russia Today (RT) gehören soll.[51]

### Dienstag, 10. Dezember 2013

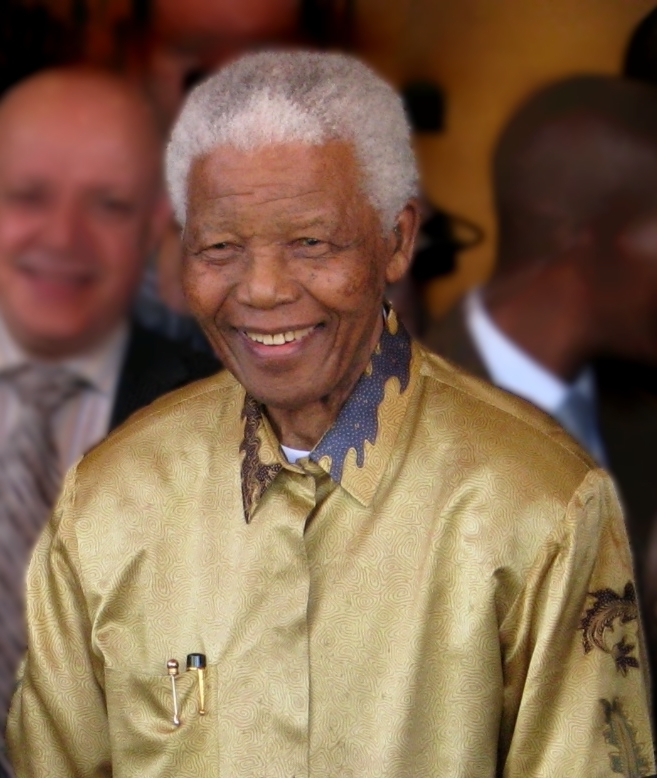
Nelson Mandela

- Johannesburg/Südafrika: Zentrale Gedenkveranstaltung zu Ehren von Nelson Mandela im Soccer City.[52]
- Marseille/Frankreich: Wegen des Verkaufs von mit Industriesilikon gefüllten Brustimplantaten verurteilte das Tribunal correctionnel den Gründer des Herstellerunternehmens Poly Implant Prothèse (PIP) wegen Betruges zu vier Jahren Haft und einer Geldstrafe von 75.000 Euro sowie einem Berufsverbot.[53]
- Montevideo/Uruguay: Die Regierung legalisiert Marihuana und führt einen staatlich kontrollierten Marihuana-Anbau und -Handel ein.[54]
- Oslo/Norwegen und Stockholm/Schweden: Die diesjährigen Nobelpreisträger erhalten ihre Auszeichnungen.[55]
- Straßburg/Frankreich: Das Europäische Parlament lehnt eine Vorlage ab, die die Forderung nach einem Recht auf Schwangerschaftsabbruch und nach obligatorischem Sexualkundeunterricht enthält.[56]
- Washington, D.C./Vereinigte Staaten: 560 Schriftsteller aus der ganzen Welt, darunter fünf Literaturnobelpreisträger, protestieren im Rahmen der Kampagne „Stop Watching Us“ mit einem internationalen Aufruf gegen die systematische Überwachung im Internet durch Geheimdienste.[57]

### Mittwoch, 11. Dezember 2013
- Bonn/Deutschland: Das Landgericht Bonn weist eine Schadenersatzklage von Angehörigen der Opfer des Luftangriffs bei Kundus 2009 ab. Die Bundesrepublik müsse nicht haften, da keine Amtspflichtverletzung vorliege.[58]
- Delhi/Indien: Das Oberste Verfassungsgericht hebt ein Urteil des Delhi High Court von 2009 zum Paragraphen 377 des Strafgesetzbuches (Indian Penal Code) von 1860 auf und erklärt Homosexualität damit wieder für illegal.[59]
- München/Deutschland: Die bayerische Staatsregierung stoppt das Projekt einer historisch-kritisch kommentierten Ausgabe des Buches Mein Kampf von Adolf Hitler. Das daran arbeitende Institut für Zeitgeschichte kündigt daraufhin an, die Arbeit auch ohne Regierungsauftrag fortzusetzen.[60]
- München/Deutschland: Die Süddeutsche Zeitung berichtet, dass die Hersteller von Elektroautos, insbesondere Renault und Tesla, die Ladefunktion und damit das ganze Fahrzeug per Fernsteuerung jederzeit stilllegen können und sich dieses Recht auch im Kauf- bzw. Mietvertrag ausdrücklich vorbehalten.[61]

### Donnerstag, 12. Dezember 2013
- Bangkok/Thailand: Das Department of Special Investigation (DSI) erhebt Anklage wegen Mordes gegen den ehemaligen Regierungschef Abhisit Vejjajiva und seinen damaligen Stellvertreter Suthep Thaugsuban. Die vom Gericht zugelassene Anklage beruht auf Zeugenaussagen und einem früheren Urteil und betrifft den Fall eines während der Unruhen in Bangkok 2010 von Soldaten erschossenen Taxifahrers.[62][63]
- Nairobi/Kenia: Unter internationaler Vermittlung (u. a. durch Yoweri Museveni und Joyce Banda) unterzeichnet die Regierung der Demokratischen Republik Kongo und die Rebellenbewegung M23 ein Friedensabkommen.[64][65]
- New York/Vereinigte Staaten: UN-Generalsekretär Ban Ki-moon legt den Abschlussbericht von Chemiewaffenexperten der OPCW vor, die unter der Leitung von Åke Sellström den Einsatz chemischer Kampfstoffe in Syrien untersucht haben. Demnach wurden in Syrien an mindestens fünf verschiedenen Orten chemische Waffen eingesetzt, insbesondere Giftgas, und dabei auch Zivilisten getötet. Von welcher Seite der Angriff ausging, konnte jedoch nicht ermittelt werden.[66][67]
- Pjöngjang/Nordkorea: Jang Song-thaek, der kurz zuvor entmachtete Onkel des nordkoreanischen Alleinherrschers Kim Jong-un, wird von einem Militärgericht wegen „konterrevolutionärer Handlungen“ und Umsturzversuche zum Tode verurteilt und anschließend hingerichtet.[68]
- Wien/Österreich: Nach der Nationalratswahl im September 2013 einigen sich die Regierungsparteien Sozialdemokratische Partei Österreichs (SPÖ) und Österreichische Volkspartei (ÖVP) die Große Koalition bis zur nächsten Nationalratswahl 2018 fortzusetzen.[69]

### Freitag, 13. Dezember 2013
- Kinshasa/DR Kongo: Gipfeltreffen der Staats- und Regierungschefs der Organisation des Gemeinsamen Marktes für das Östliche und Südliche Afrika (COMESA)
- Luxemburg (Stadt)/Luxemburg: Der Europäische Gerichtshof erklärt die Zulassung der gentechnisch veränderten Kartoffelsorte Amflora durch die EU-Kommission für nichtig.[70]
- Rada'a/Jemen: Bei einem US-amerikanischen Drohnenangriff im Gouvernement al-Baidā' werden fünf von elf Fahrzeugen eines Konvois getroffen. Dabei sterben mindestens 15 Personen einer Hochzeitsgesellschaft. Weitere 21 Personen werden zum Teil schwer verletzt. Die US Air Force geht bei dem Konvoi zunächst von Kämpfern der AQAP (Al-Qaida auf der Arabischen Halbinsel) aus. Erst am 9. Dezember 2013 starben drei Reisende durch einen US-Drohnenangriff im Osten des Landes.[71][72][73]
- Wiesbaden/Deutschland: „GroKo“ als Bezeichnung für die Große Koalition im Deutschen Bundestag lautet für die Gesellschaft für deutsche Sprache das Wort des Jahres in Deutschland.[74]

### Samstag, 14. Dezember 2013

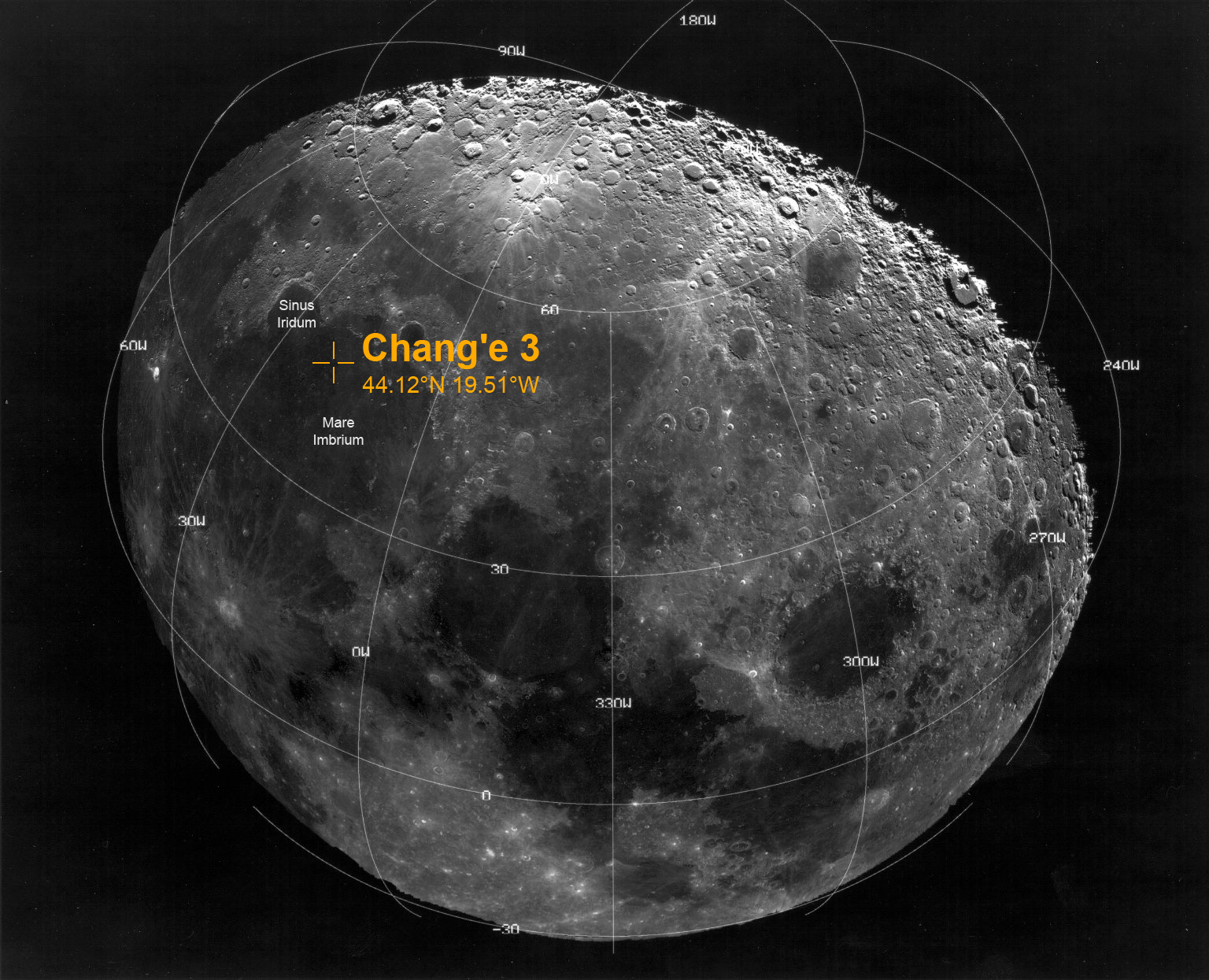
Landeposition von Chang’e-3 auf der Mondoberfläche

- Berlin/Deutschland: Die MPZK (Mandatsprüfungs- und Zählkommission) der SPD wertet das Mitgliedervotum aus und gibt mit 75,96 Prozent der abgegebenen Stimmen eine Mehrheit für eine Große Koalition zwischen CDU/CSU und SPD bekannt.
- Bonn/Deutschland: Die Monopolkommission warnt vor einer geplanten Fusion der Mobilfunkanbieter E-Plus und Telefónica Germany (O2) in Deutschland. Die Konzentration auf drei Großanbieter auf dem Mobilfunkmarkt könnte zu einem Nachlassen des Wettbewerbs führen.[75]
- Kiew/Ukraine: Der ukrainische Präsident Wiktor Janukowytsch stimmt nach Ermittlungen des Generalstaatsanwalts Wiktor Pschonka der Amtsenthebung des stellvertretenden Chef des Sicherheitsrates Wladimir Siwkowitsch und des Kiewer Bürgermeisters Alexander Popow zu. Grund sei die „mutmaßliche Verwicklung“ in die „Verletzung der Rechte“ der Demonstranten auf dem Majdan Nesaleschnosti (Platz der Unabhängigkeit). In der Nacht zum 30. November 2013 seien Popow und Siwkowitsch im Arbeitszimmer des Polizeichefs von Kiew, Valeri Korjak, gewesen und sollen ihn dazu genötigt haben, gewaltsam gegen die Demonstranten vorzugehen.[76][77][78]
- Pearl Harbor/Vereinigte Staaten: Das United States Pacific Command bestätigt Presseberichte, wonach es am 5. Dezember 2013 im Südchinesischen Meer in internationalen Gewässern fast zu einem Zusammenstoß zwischen dem US-Lenkwaffenzerstörer Cowpens und einem amphibischen Kriegsschiff der Marine der Volksrepublik China gekommen ist.[79][80]
- Peking/China: Die chinesische Raumsonde Chang’e-3 landet erfolgreich im Sinus Iridum (Regenbogenbucht) auf der erdzugewandten Seite des Erdmondes. Ein Mondrover mit Namen Yutu (Jadehase) soll drei Monate lang auf der Mondoberfläche in Betrieb sein.[81] Zuletzt landete 1976 die sowjetische Rückkehrsonde Luna 24 auf dem Mond.
- Potsdam/Deutschland: Brandenburgs Justizminister Volkmar Schöneburg (Die Linke) legt nach Vorwürfen des Amtsmissbrauchs sein Amt nieder.[82]
- Tokio/Japan: Auf dem ASEAN-Japan-Gipfeltreffen vereinbart die Südostasiatische Staatengemeinschaft, ihre Zusammenarbeit mit Japan „zur Wahrung der Freiheit der Luftwege und der Sicherheit der zivilen Luftfahrt auszubauen“. Japan sichert unterdessen für die kommenden fünf Jahren Finanzhilfen an die ASEAN-Staaten von 20 Milliarden US-Dollar zu.[83][84]

### Sonntag, 15. Dezember 2013

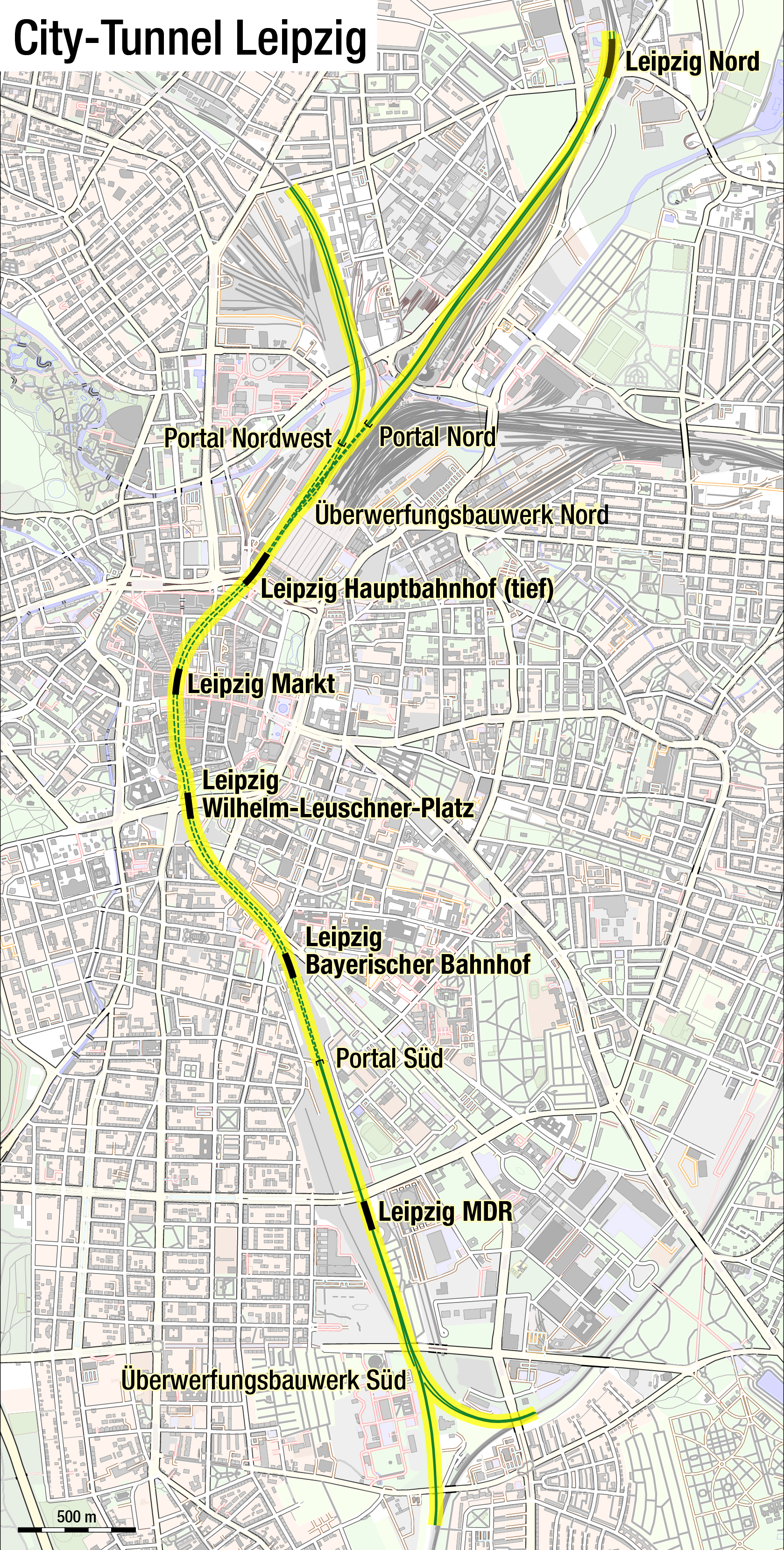
City-Tunnel Leipzig

- Aşgabat/Turkmenistan: Parlamentswahl[85]
- Baden-Baden/Deutschland: Christina Obergföll, Robert Harting, der FC Bayern München, Anna Schaffelhuber, Thomas Schmidberger sowie das Rollstuhlbasketball-Team der Junioren werden als Sportler des Jahres geehrt. Trainer des Jahres sind Silvia Neid und Hermann Weinbuch.[86]
- Bamako/Mali: 2. Runde der Parlamentswahl über die Vergabe von 127 von 147 Sitzen, nachdem im ersten Wahlgang Ende November keine Partei oder kein Parteienbündnis eine absolute Mehrheit erzielte.[87]
- Leipzig: Der City-Tunnel Leipzig geht nach zehn Jahren Bauzeit für den Eisenbahnverkehr in Betrieb. Das Großprojekt hat fast eine Milliarde Euro gekostet.
- Santiago de Chile/Chile: Michelle Bachelet (PS) gewinnt in der Stichwahl gegen Evelyn Matthei (UDI) die Präsidentschaftswahl.[88]
- Zürich/Schweiz: FIFA-Präsident Sepp Blatter lässt Karikaturen des dänischen Zeichners Ole Andersen gerichtlich verbieten.[89]

### Montag, 16. Dezember 2013
- Brüssel/Belgien: Die EU und die Türkei unterzeichnen das Abkommen zur Rücknahme illegaler Einwanderer.[90]
- Mexiko-Stadt/Mexiko: Der Boxverband World Boxing Council erklärt seinen amtierenden Weltmeister im Schwergewicht Vitali Klitschko aus der Ukraine zum „Champion Emeritus“. Mit diesem Status führt der WBC ihn nicht mehr als Weltmeister, aber Klitschko dürfte bei einem Comeback im ersten Kampf gleich um den Titel kämpfen.[91]
- Moskau/Russland: Der Chef des Presseamtes des russischen Verteidigungsministeriums, General Igor Konaschenkow, bestätigt die Verlegung von Kurzstreckenraketen vom Typ Iskander (NATO-Code SS-26 Stone) im Militärbezirk West, darunter auch in Kaliningrad.[92][93]
- Washington, D.C./Vereinigte Staaten: Die dritte Verhandlungsrunde zum Transatlantischen Freihandelsabkommen (TTIP) zwischen den Mitgliedstaaten der NAFTA, EU, EFTA und den EU-Beitrittskandidaten beginnt.
- Wien/Österreich: Die Bundesregierung Faymann II, eine Große Koalition unter Bundeskanzler Werner Faymann, wird angelobt.[94]

### Dienstag, 17. Dezember 2013
- Berlin/Deutschland: Der Bundestag wählt Angela Merkel zum dritten Mal zur Bundeskanzlerin. Das Kabinett Merkel III wird vereidigt.[95]
- Karlsruhe/Deutschland: Das Bundesverfassungsgericht lässt in einem Urteil den weiteren Braunkohletagebau im Gebiet Garzweiler II zu. Für künftige Enteignungsverfahren schreibt das Urteil jedoch die frühzeitige Abwägung auch privater Belange vor.[96]
- Moskau/Russland: Der russische Präsident Wladimir Putin sichert seinem ukrainischen Amtskollegen Wiktor Janukowytsch Finanzhilfen für die Ukraine von rund 11 Milliarden Euro zu. Zudem unterzeichnen die Energiekonzerne beider Staaten, Gazprom und Naftohas, ein Abkommen zur Preisreduzierung von 291 auf 195 Euro für 1000 Kubikmeter Gas.

### Mittwoch, 18. Dezember 2013

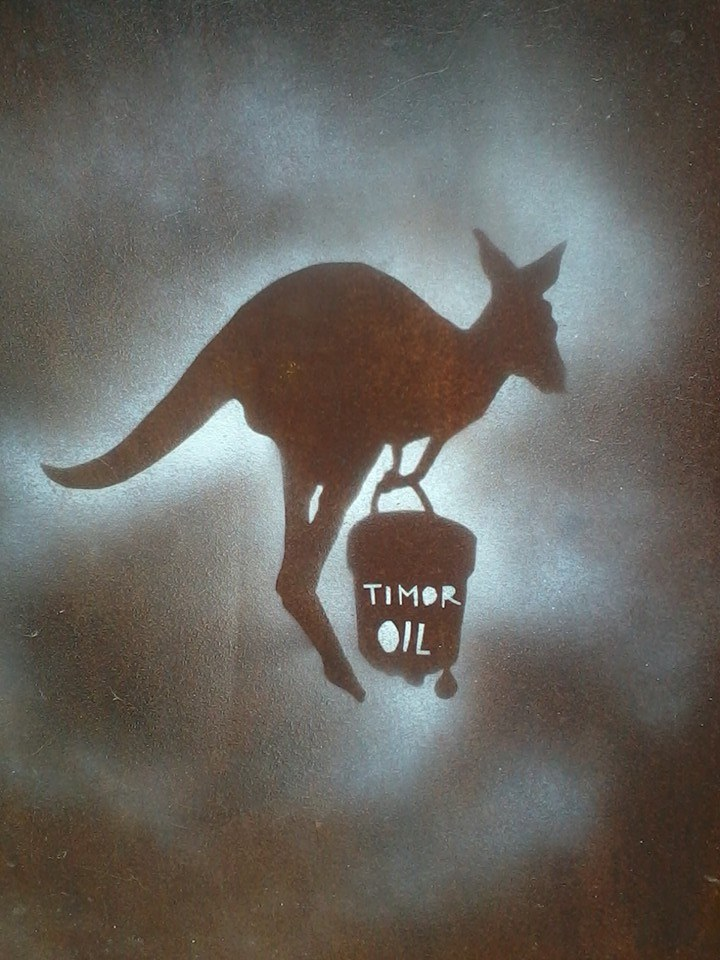
Osttimoresisches Graffito gegen Australien

- Brüssel/Belgien: Wegen der Ausnahmeregelungen zur EEG-Umlage eröffnet die Europäische Kommission ein Prüfverfahren gegen Deutschland, in dem festgestellt werden soll, ob die Vergünstigungen für stromintensive Betriebe eine unzulässige, wettbewerbswidrige Beihilfe sind.[97]
- Den Haag/Niederlande: Osttimor verklagt Australien vor dem Internationalen Schiedsgerichtshof. Während der Aushandlung zum Vertrag über die Erdölförderung in der Timorsee zwischen den Ländern hörte der australische Geheimdienst Sitzungen des osttimoresischen Kabinetts ab. Die Geheimdienstmitarbeiter waren als Entwicklungshelfer getarnt.[98]
- Juba/Südsudan: Die UN berichten von schweren Kämpfen zwischen rivalisierenden Armeeeinheiten im Südsudan mit 400 bis 500 Toten.[99]
- Zürich/Schweiz: Wegen eines fehlenden Umlauts geraten die Comiczeichner Felix Schaad und Claude Jaermann unter Terrorverdacht. Aus dem in einem Überweisungstext enthaltenen Wort „Südanflug“ wird durch den Umlautfehler im Zahlungsverkehrssystem „Sudanflug“, und das Wort „Sudan“ im Überweisungstext löst bei der Hausbank den Verdacht auf terroristische Aktivitäten aus und unterbindet alle Geldtransaktionen.[100]

### Donnerstag, 19. Dezember 2013
- Akobo/Südsudan: Bei einem Angriff von bewaffneten Angehörigen des Stamms der Lou Nuer auf den Stützpunkt der UN-Mission im Südsudan (UNMISS) im Bundesstaat Jonglei werden drei indische Blauhelmsoldaten getötet. In dem UN-Lager hatten 30 Angehörige der Dinka Zuflucht gesucht. Bereits rund 20.000 Menschen suchen vor den anhaltenden Kämpfen Zuflucht in den UN-Stützpunkten.[101]
- Berlin/Deutschland: Andrea Voßhoff wird zur neuen Bundesdatenschutzbeauftragten gewählt.[102]
- Berlin/Deutschland: Der Bundesvorsitzende der NPD Holger Apfel tritt zurück.[103]
- Brüssel/Belgien: Tagung des Europäischen Rates zur Gemeinsamen Sicherheits- und Verteidigungspolitik (GSVP)
- Kourou/Französisch-Guayana: Die europäische Raumsonde GAIA startet vom Raumfahrtzentrum Guayana. Die Sonde trägt ein Spiegelteleskop, das die Milchstraße und das Sonnensystem mit höchster Präzision vermessen soll.[104]
- Moskau/Russland: Durch eine vom russischen Parlament beschlossene Massenamnestie kommen nach Angaben des russischen Präsidenten Wladimir Putin unter anderem die Pussy-Riot-Mitglieder Nadeschda Tolokonnikowa und Maria Aljochina frei. Die bereits auf freiem Fuß befindlichen Greenpeace-Aktivisten der Arctic Sunrise können Russland nun verlassen.[105]

### Freitag, 20. Dezember 2013
- Havanna/Kuba: Erstmals seit der Revolution 1959 lässt Kuba den Import und Handel von Autos zu.[106]
- Juba/Südsudan: Mit einer in Mali stationierten Transall-Transportmaschine der Bundeswehr und einer Maschine vom Typ Global 5000 der Flugbereitschaft BMVg sind bereits 55 Menschen aus dem Südsudan nach Entebbe in Uganda evakuiert. Auch andere Staaten führen Evakuierungsmaßnahmen ihrer Staatsbürger durch.[107][108]
- Moskau/Russland: Im Rahmen der Massenamnestie unterzeichnet Wladimir Putin auch einen Gnadenerlass für den seit zehn Jahren inhaftierten Regierungskritiker Michail Chodorkowski.[109]
- New York/Vereinigte Staaten: In einem Vergleich vor einem Bundesbezirksgericht zu Hypothekengeschäften aus den Jahren 2005 bis 2007 einigt sich die Deutsche Bank mit der US-amerikanischen Regulierungsbehörde Federal Housing Finance Agency (FHFA) auf eine Entschädigungszahlung von insgesamt 1,4 Milliarden Euro an die staatlichen US-Hypothekenbanken Fannie Mae und Freddie Mac.[110][111]

### Samstag, 21. Dezember 2013
- Bor/Südsudan: Bei einem Evakuierungseinsatz des United States Africa Command werden bei einem Landeanflug auf den Flugplatz in Bor drei VTOL-Transporter vom Typ V22 Osprey von Rebellen beschossen und beschädigt. Dabei werden vier US-Soldaten verwundet. Die Evakuierung muss zunächst abgebrochen werden.[112][113]
- Hamburg/Deutschland: Bei einer Demonstration von rund 7500 Menschen für den Erhalt der Roten Flora im Schanzenviertel kommt es zu schweren Auseinandersetzungen, bei der 82 Polizeibeamte und 500 Demonstranten verletzt werden.[114][115]
- Marrakesch/Marokko: Der FC Bayern München gewinnt nach einem 2:0-Finalsieg gegen den marokkanischen Raja Club Athletic de Casablanca zum ersten Mal die Klub-Weltmeisterschaft im Fußball.[116]
- Mexiko-Stadt/Mexiko: Präsident Enrique Peña Nieto unterzeichnet ein Gesetz zur Reform der Erdölwirtschaft in Mexiko und hebt das seit 75 Jahren bestehende Monopol des staatlichen Mineralölkonzerns PEMEX auf. Damit wird ausländischen Unternehmen erlaubt, sich an der Exploration und Förderung von Ölvorkommen an der Küste Mexikos zu beteiligen.[117]

### Sonntag, 22. Dezember 2013
- Bangkok/Thailand: Nach Polizeiangaben demonstrieren in der thailändischen Hauptstadt 110.000 Menschen gegen Premierministerin Yingluck Shinawatra (PTP). Ihr Anführer Suthep Thaugsuban (DP) fordert den sofortigen Rücktritt und lehnt die geplanten Neuwahlen am 2. Februar 2014 ab.[118][119]
- Berlin/Deutschland: Das Oberhaupt der koptisch-orthodoxen Kirche, Papst Tawadros II., besucht Deutschland. Neben Berlin und Frankfurt am Main besucht er auch das koptische Kloster Kröffelbach in Waldsolms, das syrisch-orthodoxe Kloster St. Jakob von Sarug in Warburg und weiht das koptisch-orthodoxe Kloster Brenkhausen in Höxter ein.[120][121]
- Kairo/Ägypten: Ein Gericht verurteilt drei prominente Aktivisten der Jugendbewegung des 6. April, Ahmed Maher, Ahmed Douma und Mohamed Adel wegen Verstoßes gegen ein neues Versammlungsgesetz zu drei Jahren Haft und einer Geldstrafe von umgerechnet 5500 Euro. Die drei Verurteilten haben Ende November 2013 in einer Menge vor dem Gebäude des Schura-Rats demonstriert, in dem die Verfassungskommission tagte.[122][123]

### Montag, 23. Dezember 2013
- Moskau/Russland: Nach ihrer Begnadigung durch Präsident Wladimir Putin wird Nadeschda Tolokonnikowa aus einem Gefängniskrankenhaus in Krasnojarsk und Marija Aljochina aus der Strafanstalt in Nischni Nowgorod freigelassen.[124]
- Wiesbaden/Deutschland: Nach der hessischen Landtagswahl unterzeichnen die Parteien CDU und Bündnis 90/Die Grünen einen Koalitionsvertrag. Die Vereidigung des neuen Kabinetts ist für den 18. Januar 2014 vorgesehen.[125]

### Dienstag, 24. Dezember 2013
- al-Mansura/Ägypten: Bei einem Autobombenanschlag auf die Polizeizentrale werden 12 Menschen getötet und 134 verletzt. Das fünfstöckige Gebäude wird schwer beschädigt und stürzt teilweise ein. Ministerpräsident Hasim al-Beblawi spricht von einem „terroristischen Zwischenfall“.[126]
- New York/Vereinigte Staaten: Der Weltsicherheitsrat beschließt auf seiner Sitzung an Heiligabend mit der UN-Resolution 2132 die Aufstockung der UNMISS-Friedensmission nach den jüngsten Kämpfen im Südsudan von 7.000 auf 12.500 Soldaten sowie von 900 auf mehr als 1.300 Polizisten. UN-Generalsekretär Ban Ki-moon appelliert an die Konfliktparteien, an einer Mediation der IGAD teilzunehmen.[127]

### Mittwoch, 25. Dezember 2013
- Ankara/Türkei: In einem Korruptionsskandal im Umfeld der regierenden Adalet ve Kalkınma Partisi (AKP) kündigen drei Minister der Regierung von Ministerpräsident Recep Tayyip Erdoğan ihren Rücktritt an. Dabei handelt es sich um Wirtschaftsminister Mehmet Zafer Çağlayan, Innenminister Muammer Güler und der Minister für Umwelt und Stadtentwicklung, Erdoğan Bayraktar.[128]
- Cockburn Town/Turks- und Caicosinseln: Bei einer Aktion der Polizei der Turks- und Caicos-Inseln, die ein Boot mit haitianischen Flüchtlingen auf die britische Inselgruppe schleppen will, kentert dies, was den Tod von mindestens 18 Personen zur Folge hat. 33 Menschen können gerettet werden.[129]
- Kairo/Ägypten: Die ägyptische Militärregierung unter Übergangs-Premierminister Hasim al-Beblawi stuft die Muslimbruderschaft des früheren Staatspräsidenten Mohammed Mursi offiziell als Terrororganisation ein. Sie soll für den Autobombenanschlag in al-Mansura am Tag zuvor verantwortlich sein.[130] Der ehemalige Premierminister Hischam Kandil wird bei einem angeblichen Fluchtversuch in den Sudan verhaftet.[131]

### Donnerstag, 26. Dezember 2013
- Damaskus/Syrien: Der syrische Ölminister Suleiman Abbas und Vertreter der syrischen General Petroleum Company (GPC) sowie des russischen Botschafters in Syrien und Vertreter des Energieunternehmens SojusNefteGas (СоюзНефтеГаз) unterzeichnen ein Abkommen mit einer Laufzeit von 25 Jahren zur Exploration von Erdöl und Erdgas im Levantischen Meer.[132]
- Tokio/Japan: Erstmals nach sieben Jahren besucht wieder ein japanischer Premierminister im Stadtbezirk Chiyoda den Yasukuni-Schrein, was Proteste in China und Südkorea auslöst, da damit auch 14 verurteilte Kriegsverbrecher des Zweiten Weltkrieges geehrt werden.[133]

### Freitag, 27. Dezember 2013
- Beirut/Libanon: Bei einem Autobombenanschlag werden sechs Menschen getötet, darunter auch der ehemalige Finanzminister Mohammed Schattah. Schattah befand sich auf dem Weg zu einem Treffen der dem syrischen Machthaber Baschar al-Assad feindlich gesinnten Parteien-Allianz des 14. März.[134]
- Brasília/Brasilien: Präsidentin Dilma Rousseff unterzeichnet ein Dekret zur Enteignung von 92 landwirtschaftlichen Betrieben zugunsten von Kleinbauern. Dabei handelt es sich um eine Fläche von 193.500 Hektar. Die ehemaligen Großgrundbesitzer sollen durch die Landreform aber Entschädigungszahlungen von insgesamt 83 Millionen Euro erhalten.[135]

### Samstag, 28. Dezember 2013
- Aleppo/Syrien: Bei einem Luftangriff der syrischen Armee auf einen Gemüsemarkt in Aleppo sterben mindestens 25 Personen.[136]

### Sonntag, 29. Dezember 2013
- São Luís/Brasilien: Die Sondereinheit der Polícia Militar do Brasil stürmt das Gefängnis Pedrinhas, nachdem im Laufe des Jahres bei Revolten zwischen rivalisierenden Gefangenengangs in der Justizvollzugsanstalt mindestens 59 Insassen ermordet worden sind.[137]
- Wolgograd/Russland: Bei einem Anschlag auf den Hauptbahnhof der südrussischen Großstadt Wolgograd kommen mindestens 17 Menschen ums Leben und weitere 40 werden verletzt. Das Nationale Antiterror-Komitee (NAK) berichtet von einer Selbstmordattentäterin.[138][139][140] Auch am 22. Oktober 2013 hat eine Selbstmordattentäterin in einem Linienbus in Wolgograd sieben Menschen getötet.[141]

### Montag, 30. Dezember 2013
- Beirut/Libanon: Präsident Michel Suleiman gibt in einer Fernsehansprache Hilfszahlungen aus Saudi-Arabien für Rüstungsgüter der libanesischen Armee in Höhe von drei Milliarden US-Dollar bekannt. Ein Großteil der Waffenimporte sollen dabei in Frankreich beschafft werden. Am Tag zuvor besuchte Frankreichs Präsident François Hollande in Riad den saudischen König Abdullah ibn Abd al-Aziz.[142]
- San Salvador/El Salvador: Erstmals nach 37 Jahren ist der Vulkan Chaparrastique erneut aktiv und produziert eine rund 5 Kilometer hohe Säule aus Gas und Asche. Wie die Katastrophenschutzbehörde mitteilt, sind rund 5000 Menschen in der Provinz von San Miguel betroffen. Bereits Sonntagabend wurden alleine 33 Flüge wegen der Aschewolke abgesagt und direkte Anwohner evakuiert.[143]
- Wolgograd/Russland: Nur einen Tag nach einem Selbstmordanschlag vor dem Hauptbahnhof tötet erneut ein Selbstmordattentäter durch eine Bombenexplosion in einem Linienbus 14 Menschen. Mindestens weitere 28 Personen werden verletzt.[144]

### Dienstag, 31. Dezember 2013
- Kiew/Ukraine: Die Bewegung Euromaidan wird auch im folgenden Jahr bestehen. Zehntausende Befürworter einer schwächeren Bindung der Ukraine an Russland sowie einer stärkeren Hinwendung zur Europäischen Union erleben den Jahreswechsel auf dem Platz im Zentrum der Hauptstadt. Die Bewegung nahm ihren Anfang im November.
- Kuala Lumpur/Malaysia: Der „Platz der Unabhängigkeit“, auf dem traditionell Tausende ins Neue Jahr feiern, wird von der Polizei geräumt, als vereinzelte Proteste gegen die Regierung in Aufruhr umzuschlagen drohen. Es seien auch Flaschen auf die Polizei geworfen worden.[145]
- Weltweit: Der Sketch Dinner for One feiert sein 40-jähriges Fernsehjubiläum.[146]

## Weblinks

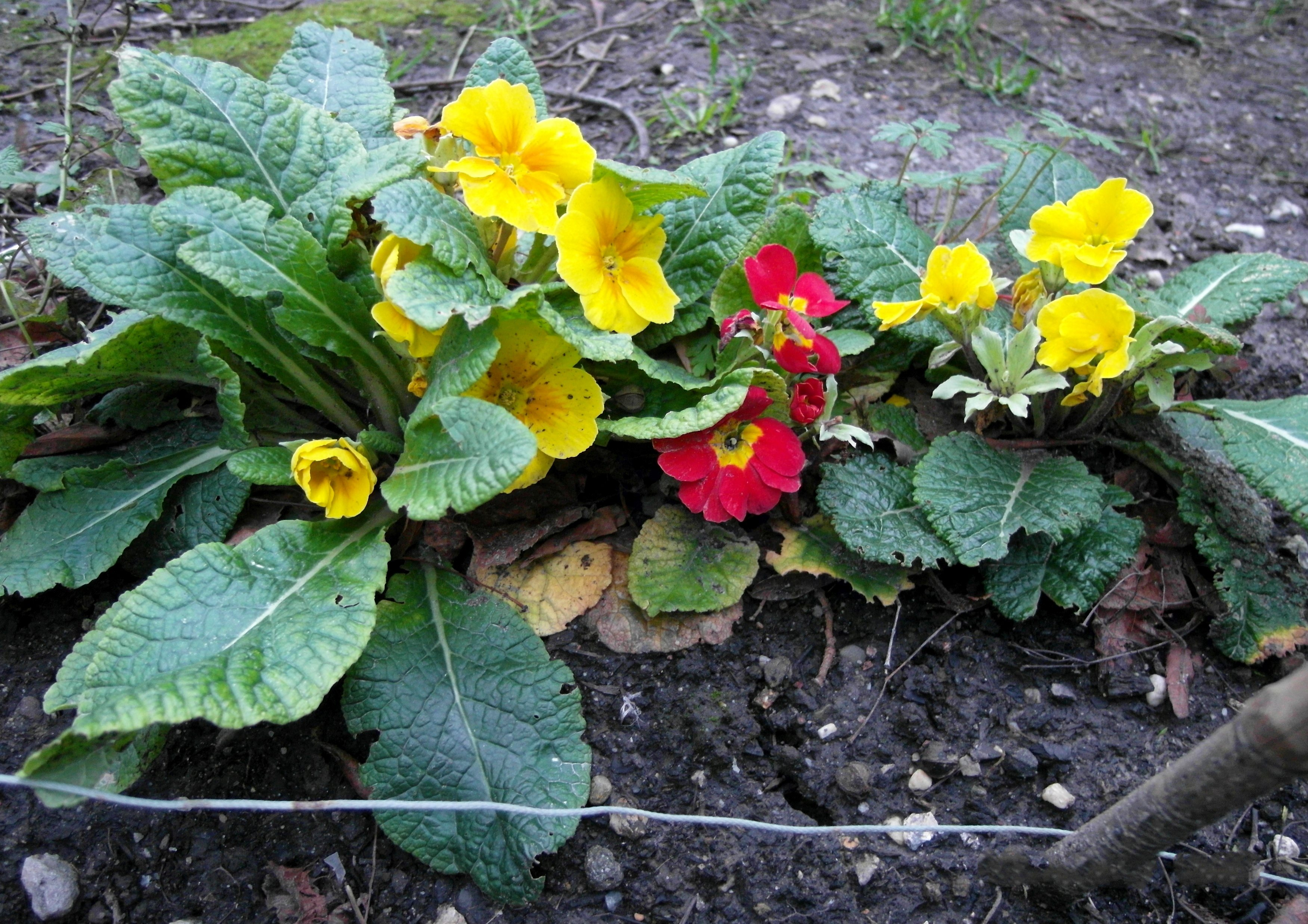
Nordrhein-Westfalen im Dezember 2013 (Primula)